# Cartierul Dâmbu, Prahova
Cartierul Dâmbu este un sat în comuna Berceni din județul Prahova, Muntenia, România.